# Sørup (Guldborgsund Kommune-Vester Ulslev Sogn)
 For alternative betydninger, se Sørup. (Se også artikler, som begynder med Sørup)
Sørup er en lille landsby lige sydøst for Røgbølle Sø på Lolland. Bebyggelsen befinder sig i Vester Ulslev Sogn, Guldborgsund Kommune og tilhører Region Sjælland.
Navnet betyder ”Torpet ved søen” ("udflytterstedet ved søen"). Landsbyen kendes først i en kilde fra 1320 hvor den ejes af Morten Due, men navnet kan sandsynligvis dateres fra år ca. 1100.

## Administrativt/kirkeligt tilhørsforhold

### Tidligere
- Musse Herred, Ålholm Len, Ålholm Amt, Maribo Amt, Storstrøms Amt, Nysted Kommune
- Fyens Stift

### Nuværende
- Region Sjælland, Guldborgsund Kommune
- Lolland-Falsters Stift, Lolland Østre Provsti, Vester Ulslev Sogn